# مصفوفة النقاط

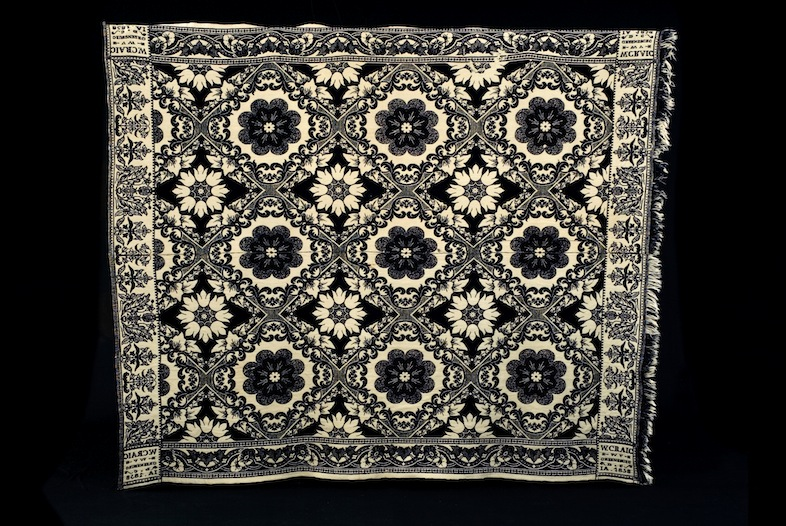
عينة لمصفوفة نقاط منسوجة من القماش عام 1858 باستخدام البطاقات المثقبة في منسج جاكارد.

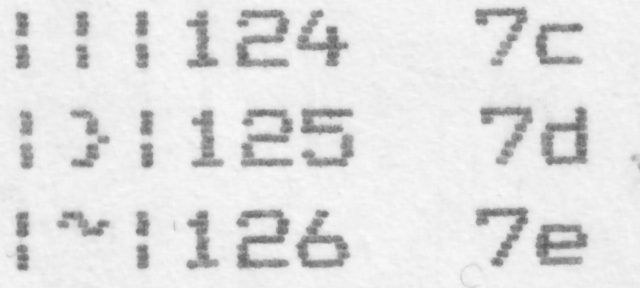
لقطة أوضح لنص في مصفوفة نقاط منتج بواسطة طابعة إمباكت

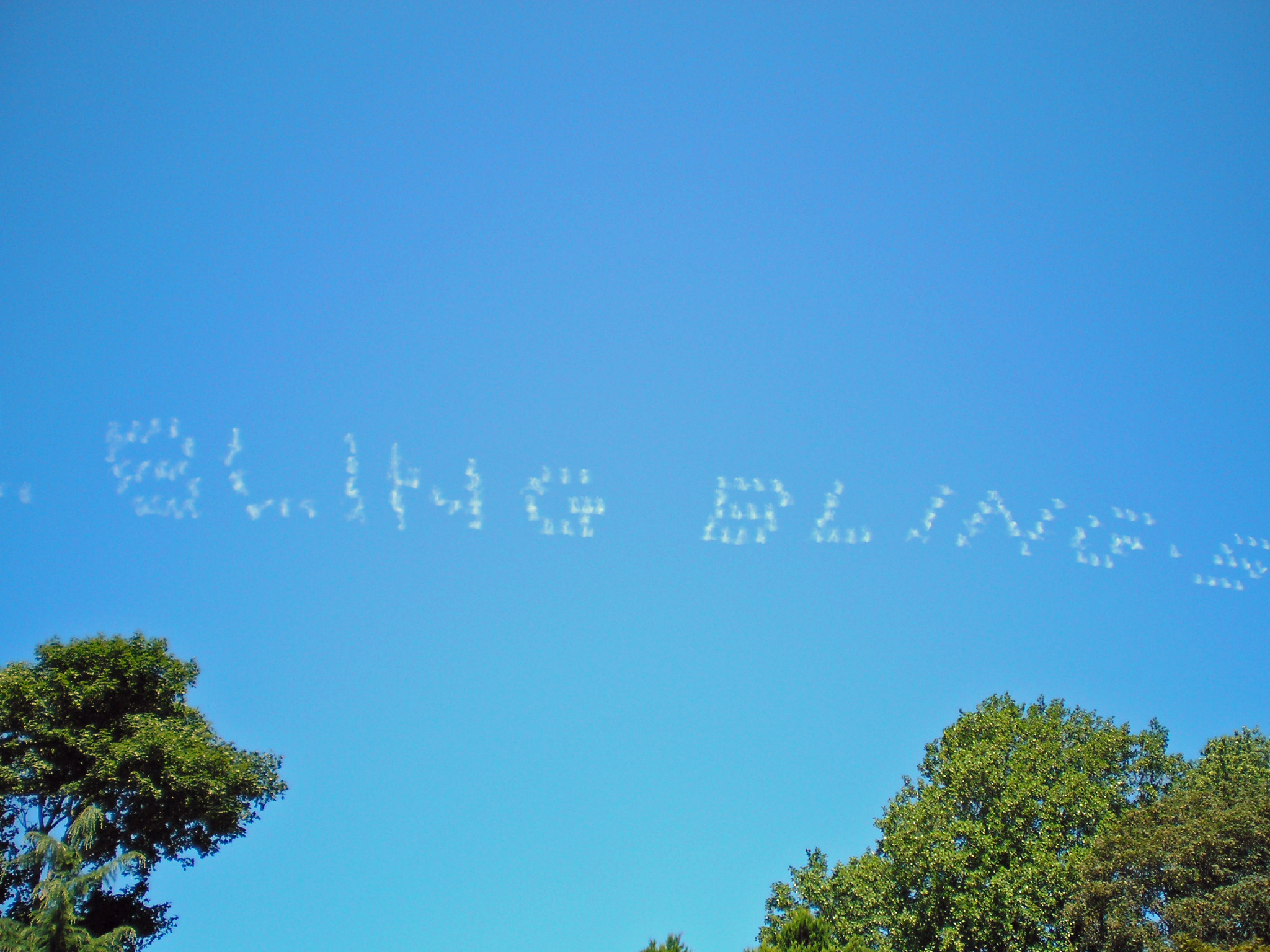
عبارة "Bling-Bling": نمط الكتابة في السماء لمصفوفة نقاط.

مصفوفة النقاط هي مصفوفة مصممة ثنائية البعد، تستخدم للتعبير عن الحروف والرموز والصور. جميع أنماط التقنية الحديثة تستخدم مصفوفات النقاط لعرض المعلومات، كالهواتف الخليوية وأجهزة التلفاز والطابعات. أيضاً يتم استخدام مصفوفات النقاط في مجال النسيج، في الخياطة والحياكة.
هناك شكل آخر لعرض المعلومات باستخدام الخطوط والأقواس والمعروف باسم عرض الأشعة ، وقد استُخدِم في أدوات الحوسبة القديمة، مثل أجهزة العرض الخاصة برادارات ضبط حركة الجو، ولكنه لم يعد مُستخدماً الآن.
في الطابعات، تكون النقاط عادة هي المناطق الداكنة في الصفحة. وفي أجهزة العرض، قد تُضاء النقاط، كما في شاشات البلازما، أو قد تُعتم، كما في شاشات شاشة العرض البلوري السائل.

## استخدامها في الحواسيب
على الرغم من أن خرج الحواسيب الحديثة يكون عموماً بشكل مصفوفات نقاط (تقنياً)، إلا أن الحواسيب قد تُخزن البيانات داخلياً إما كمصفوفة نقاط أو كنمط شعاعي مؤلف من الخطوط والأقواس. في حالة الحاجة لتغيير حجم الأشكال كما في أنماط الخطوط، فإن ترميز البيانات الشعاعية تتطلب ذاكرة أقل وتخزين بيانات أقل. ولعرض أعلى دقة لصورة ما باستخدام خطوط مصفوفات النقاط فقط، فسيكون من الضروري تخزين أنماط منفصلة من مصفوفات النقاط لعدة أحجام من النقاط مُتوقع استخدامها. أما في حالة عرض الأشعة فتُستخدم مجموعة واحدة من الأشكال الشعاعية لعرض جميع أنماط مصفوفات النقاط المحددة والمطلوبة للعرض الحالي أو لعملية طباعة.

## مصفوفة LED

عرض مصفوفة LED بمسح الأعمدة وإظهار الحرف W

مصفوفة LED أو عرض LED هو شكل كبير ومنخفض الدقة لعرض مصفوفة النقاط، وهو مفيد في عرض المعلومات في المجالين الصناعي والتجاري وكذلك في بعض واجهات الهواة لتواصل الإنسان مع الآلة. وتتألف من مصفوفة متصلات ثنائية (diode) وثنائية البعد وبحيث تتجمع الأقطاب السالبة في الأعمدة والموجبة في الصفوف (أو بالعكس). من الممكن التحكم بكل LED (زر ضوئي) بشكل مفرد وذلك بالتحكم بتدفق الكهرباء عبر  كل زوج عمود وصف. أيضاً من الممكن إنشاء حروف أو صور لعرض المعلومات للمستخدم وذلك من خلال المسح عبر الأعمدة (مسح الضوء بشكل أعمدة) وتشغيل وإطفاء الأزرار الضوئية بشكل سريع. وبعمل اختلاف لمعدل النبض في الزر الضوئي (LED) فيمكن إظهار مستويات مختلفة من الإضاءة. الأزرار الضوئية متعددة الألوان أو ذات الألوان RGB (المبنية على الألوان الأساسية الثلاث الأحمر والأخضر والأزرق) تسمح بعرض صورة ملونة بشكل كامل. ويكون معدل تحديث الصورة سريعاً كفاية لمنع العين البشرية من ملاحظة الارتجاج.